# Vincenzo Cantiello
Vincenzo Cantiello (Sant'Arpino, 25 augustus 2000) is een Italiaanse zanger. 

## Biografie
Vincenzo Cantiello werd geboren in Sant'Arpino, niet ver van Napels. Vanaf jongs af aan heeft hij al wat met muziek, hij zingt onder meer in het kerkkoor. Hij had al verschillende zangwedstrijden gewonnen, maar werd bekend door deelname aan Ti lascio una Canzone, een zangwedstrijd voor kinderen uitgezonden door de RAI. 
In 2014 werd Cantiello intern geselecteerd om Italië te vertegenwoordigen op het Junior Eurovisiesongfestival 2014, dat in Malta plaatsvond. Hij was de enige jongen die aan het festival deelnam. Uiteindelijk won hij met het liedje Tu primo grande amore. 

2014: Vincenzo Cantiello · 
2015: Chiara & Martina Scarpari · 
2016: Fiamma Boccia · 
2017: Maria Iside Fiore · 
2018: Melissa & Marco · 
2019: Marta Viola · 
2021: Elisabetta Lizza · 
2022: Chanel Dilecta · 
2023: Melissa & Ranya
2003: Dino Jelušić · 
2004: María Isabel · 
2005: Ksenia Sitnik · 
2006: The Tolmachevy Twins · 
2007: Aleksej Zjigalkovitsj · 
2008: Bzikebi · 
2009: Ralf Mackenbach · 
2010: Vladimir Arzumanian · 
2011: Candy · 
2012: Anastasija Petryk · 
2013: Gaia Cauchi · 
2014: Vincenzo Cantiello · 
2015: Destiny Chukunyere · 
2016: Mariam Mamadasjvili · 
2017: Polina Bogoesevitsj · 
2018: Roksana Węgiel · 
2019: Wiktoria Gabor · 
2020: Valentina · 
2021: Maléna · 
2022: Lissandro · 
2023: Zoé Clauzure